# Invitation (EP)
Invitation é o EP de estreia da cantora coreana-americana Ailee. Foi lançado em 16 de outubro de 2012. As canções "Heaven" e "I'll Show You" foram usadas para promover o EP.

## Detalhes
Em 11 de outubro, Ailee revelou a capa de seu mini-álbum. A YMC Entertainment comentou, "O primeiro mini-álbum de Ailee estará à venda no dia 16… Através deste álbum, você vai ser capaz de testemunhar o amadurecimento da aparência de Ailee, bem como de seu estilo musical".
O mini-álbum contém seis faixas. Foi produzido por produtores como Kim Do Hoon, Lee Hyun Seung, Park Guentae, Double Sidekick, Wheesung e conta com a participação de artistas como Verbal Jint, Swings e Simon D.

## Lançamento
Em 6 de fevereiro, um vídeo teaser para a canção de estreia de Ailee, "Heaven", foi lançado. "Heaven" foi composta e produzida por Wheesung. No dia 9, Ailee lançou a canção e o videoclipe, que conta com a participação de Lee Gi-kwang do Beast. Mais tarde naquele dia, ela fez sua apresentação de estreia de "Heaven" no M! Countdown da Mnet, e, em seguida, no Inkigayo da SBS em 11 de fevereiro.
Em 16 de outubro, Ailee lançou o videoclipe para a faixa-título de seu mini-álbum, "I'll Show You", com G.O do MBLAQ. Além do vídeo musical, ela também lançou seu mini-álbum Invitation. Em 18 de outubro, Ailee fez seu comeback com "I'll Show You" no M! Countdown.
Em 7 de dezembro de 2012, Ailee retomou oficialmente as promoções com "Evening Sky" no Music Bank da KBS.

## Lista de faixas
| N.º            | Título                                            | Letras         | Música                      | Duração |  |
| 1.             | "I'll Show You" (보여줄게)                        | Kang Eun Kyung | Kim Do Hoon, Lee Hyun Seung | 3:53    |  |
| 2.             | "Into The Storm" ((폭풍속으로) feat. Verbal Jint) |                |                             | 3:31    |  |
| 3.             | "Evening Sky" (저녁 하늘)                         |                |                             | 3:55    |  |
| 4.             | "My Love" (feat. Swings)                          |                |                             | 3:35    |  |
| 5.             | "Shut Up" (feat. Simon D)                         |                |                             | 3:23    |  |
| 6.             | "Heaven"                                          | Wheesung       | Wheesung                    | 3:38    |  |
| Duração total: | Duração total:                                    | Duração total: | Duração total:              | 21:55   |  |

## Desempenho nas paradas
| Parada                    | Melhor posição |
| ------------------------- | -------------- |
| Gaon Weekly albums chart  | 10             |
| Gaon Monthly albums chart | 26             |

| Tabela                | Quantidade |
| --------------------- | ---------- |
| Gaon (vendas físicas) | 9.896+     |

| "Heaven"         | 3  |
| "I'll Show You"  | 3  |
| "Evening Sky"    | 31 |
| "Into The Storm" | 49 |
| "My Love"        | 80 |
| "Shut Up"        | 87 |